# Амфотерицин В
Амфотерици́н В  — природний протигрибковий препарат з групи полієнових антибіотиків для парентерального застосування. Вироблення препарату передбачає використання продуктів життєдіяльності Steptomyces nodosus. Амфотерицин В уперше виділений у 1955 році з культури бактерій Streptomyces nodosus із басейну річки Оріноко у Венесуелі. Під час досліджень виявлено два види субстанції з протигрибковими властивостями — амфотерицин А та амфотерицин В, із яких більші протигрибкові виявлені в амфотерицину В. Кілька десятиліть амфотерицин В був єдиним лікарським препаратом для лікування інвазивних мікозів, до появи у 80-х роках ХХ століття препаратів групи азолів.

## Фармакологічні властивості
Амфотерицин В — природний протигрибковий препарат з групи полієнових антибіотиків широкого спектра дії. Препарат має як фунгіцидну, так і фунгістатичну дію, що залежить від виду збудника захворювання. Механізм дії амфотерицину В пов'язаний з порушенням синтезу клітинної стінки грибків шляхом інгібування синтезу стеролів у клітинах патогенних грибків. До препарату чутливі грибки родів Candida spp.; Aspergillus spp.; Rhodotorula spp., а також Histoplasma capsulatum; Mucor mucedo; Coccidiodes immitis; Blastomyces dermatitidis; Cryptococcus neoformans; Sporothrix schenckii, а також лейшманій та амеб. До препарату нечутливі грибки-дерматоміцети, віруси, бактерії і рикетсії.

### Фармакокінетика
Амфотерицин В після внутрішньовенного введення швидко розподіляється в організмі, біодоступність препарату складає 100 %. Високі концентрації препарату виявляються в легенях, печінці, нирках, наднирниках, м'язах; плевральній, перитонеальній, синовіальній та внутрішньоочній рідинах. Амфотерицин В погано проникає через гематоенцефалічний бар'єр. Препарат проникає через плацентарний бар'єр та виділяється в грудне молоко. Амфотерицин В метаболізується в нирках. Виводиться препарат з організму нирками, переважно у вигляді неактивних метаболітів, частково виводиться з жовчю. Амфотерицин В виводиться з організма поетапно, на першому етапі проходить виведення препарату з плазми крові, період напіввиведення на цьому етапі складає 24 години. Період напіввиведення амфотерицину В з тканин організму складає 15 діб. При печінковій та нирковій недостатності період напіввиведення препарату не збільшується.

## Показання до застосування
Амфотерицин В рекомендовано при лікуванні потенційно загрозливих для життя грибкових інфекцій; при системних мікозах — кандидомікозі, аспергільозі, гістоплазмозі, криптококозі, бластомікозі, мукоромікозі, кокцидіоїдозі; при персистуючій гарячці, при тяжких порушеннях імунітету, при неефективній антибактеріальній терапії; при лейшманіозі шкіри та слизових оболонок.

## Побічна дія
При застосуванні амфотерицину В часто (1—10 %) спостерігають наступні побічні ефекти:
- Алергічні реакції — висипання на шкірі, свербіж шкіри, гарячка, набряк Квінке, синдром Стівенса-Джонсона, бронхоспазм, анафілактичний шок.
- З боку травної системи — нудота, блювання, діарея, біль у животі, геморагічний гастроентерит, мелена, жовтяниця, гостра печінкова недостатність.
- З боку нервової системи — головний біль, запаморочення, судоми, безсоння, диплопія, зниження гостроти зору, зниження слуху, периферична нейропатія, шум у вухах.
- З боку серцево-судинної системи — зупинка серця, фібриляція передсердь, аритмії, серцева недостатність, периферичні набряки, артеріальна гіпо- або гіпертензія.
- З боку дихальної системи — бронхоспазм, кашель, диспное, дисфонія, дихальна недостатність (частіше при інгаляційному застосуванні).
- З боку сечовидільної системи — нефрокальциноз, нефрогенний цукровий діабет, гостра ниркова недостатність, анурія, олігурія, гематурія.
- З боку опорно-рухового апарату — міалгії, артралгії, біль в спині, біль в грудній клітці, рабдоміоліз.
- Зміни в лабораторних аналізах — анемія, агранулоцитоз, тромбоцитопенія, лейкоцитоз, лейкопенія, еозинофілія, гіпомагніємія, гіпернатріємія, гіперкаліємія, гіпокальціємія, гіперглікемія, підвищення активності лужної фосфатази і амінотрансфераз, підвищення рівня креатиніну, сечовини, білірубіну в крові.
- Місцеві реакції — біль у місці введення, флебіт або тромбофлебіт у місці введення.

При застосуванні ліпосомальних форм амфотерицину побічні ефекти препарату є нечастими або рідкими.

## Протипоказання
Амфотерицин В протипоказаний при підвищеній чутливості до полієнових антибіотиків; при важких захворюваннях печінки, нирок, кровотворної системи;при важких формах цукрового діабету. З обережністю препарат застосовують при вагітності. Під час лікування амфотерицином В рекомендовано припинити годування грудьми.

## Форми випуску
Амфотерицин В випускається у вигляді порошку в флаконах для ін'єкцій в стандартному вигляді та у вигляді ліпосомальної форми по 0,05 та 0,1 г; у вигляді мазі по 15 та 30 г по 30 тис. ОД/г; випускався також у таблетках по 0,1 г та у вигляді 10 % суспензії для перорального застосування у флаконах по 30 та 50 мл.